# Unleash the Carnivore
Unleash the Carnivore är det amerikanska death metal-bandet Devourments tredje studioalbum, utgivet 2009 av skivbolaget Brutal Bands.

## Låtförteckning
1. "Unleash the Carnivore" – 3:37
2. "Abomination Unseen" – 4:53
3. "Fed to the Pigs" – 4:00
4. "Incitement to Mass Murder" – 3:40
5. "Crucify the Impure" – 4:35
6. "Deflesh the Abducted" – 4:49
7. "Over Her Dead Body" – 3:04
8. "Field of the Impaled" – 5:48

- Text: Mike Majewski
- Musik: Mike Majewski/Ruben Rosas (spår 2, 3, 5–8),  Captain Piss (spår 1, 4)

## Medverkande
Musiker (Devourment-medlemmar)
- Ruben Rosas – gitarr
- Mike Majewski – sång
- Eric Park – trummor
- Captain Piss (Chris Andrews) – basgitarr

Produktion
- D. Braxton Henry – producent, ljudtekniker
- Brad Blackwood – mastering
- Dan Seagrave – omslagskonst
- Pär Olofsson – omslagskont
- Mike Majewski – logo